# Alfons Krause
Alfons Leonard Krause (ur. 6 listopada 1895 w Strzelnie, zm. 11 lutego 1972 w Poznaniu) – polski doktor habilitowany nauk chemicznych, specjalista w zakresie chemii nieorganicznej. 

## Życiorys
Studiował na Politechnice w Charlottenburgu i na Uniwersytecie w Berlinie, gdzie w roku 1919 uzyskał stopień doktora filozofii i magisterium nauk wyzwolonych – na podstawie rozprawy o związkach selenu. W trakcie studiów wykładał w tamtejszej Szkole Realnej. Po ukończeniu studiów podjął pracę w zakładach przemysłu sodowego w Duisburgu (obecnie koncern chemiczny Henkel). Do Poznania przybył w roku 1920 i podjął pracę w Państwowym Zakładzie Higieny, a później na Wydziale Rolniczo-Leśnym Uniwersytetu Poznańskiego był związany z Zakładem Technologii Rolnej i Zakładem Chemii Rolnej. W 1928 habilitował się na Wydziale Matematyczno-Przyrodniczym Uniwersytetu Poznańskiego, w 1930  po uzyskaniu profesury został kierownikiem Katedry Chemii Nieorganicznej Uniwersytetu Poznańskiego.
W latach 1935–1939 był związany z Wyższą Szkołą Handlową – Akademią Handlową. Początkowo (w latach 1935–1936) wykładał towaroznawstwo chemiczne, a później technologię i towaroznawstwo chemiczne. W latach 1936–1938 prowadził także seminarium dyplomowe i wyższe seminarium towaroznawcze – rok pracy badawczej.
W czasie II wojny światowej w Warszawie na tajnych kompletach prowadził wykłady i ćwiczenia z chemii na Uniwersytecie Ziem Zachodnich.
Był członkiem Polskiej Akademii Umiejętności (od 1945), członkiem korespondentem Polskiej Akademii Nauk (od 1958). W 1947 był współzałożycielem Poznańskiego Towarzystwa Przyjaciół Nauk.
W 1955 otrzymał Nagrodę Państwową II stopnia za całość pracy w zakresie chemii katalizatorów i reakcji kontaktowych.
Jedna z prac Alfonsa Krause, zatytułowana Aktywne związki żelazowe i miedziowe jako katalizatory nieorganiczne w reakcjach peroksydatywnego utleniania w świetle teoryji aktywowania tlenu i aktywowania wodoru została w 1978 roku przetłumaczona przez NASA i umieszczona w repozytorium zasobów sieciowych tej agencji.
W 1924 ożenił się z Niemką Martą Marcelą z Pommerów (1898–1987), z którą wspólnie zamieszkał w domu przy ulicy Rycerskiej 4 na Osiedlu Stary Grunwald. Para doczekała się syna, Lucjana.
Zmarł 11 lutego 1972 w Poznaniu.

## Upamiętnienie
Postać Alfonsa Krause a także dwunastu innych profesorów zostanie upamiętniona na tzw. „Elemencie pamięci“ – wyszlifowanym, podzielonym na cztery części kamieniu.